# Ryŏkp'o-guyŏk
Ryŏkp'o-guyŏk é uma das 19 regiões administrativas de Pyongyang, capital da Coreia do Norte.